# Italienische Platte
Italienische Platte (italsky Dente Italiano) je vedlejší vrchol o nadmořské výšce 2220 m n. m. nalézající se na hlavním hřebeni masivu Pasubio. Vrchol, který se nachází v italské provincii Trento na hranici s provincií Vicenza, tvořil během první světové války v letech 1916-1918 přední linii rakousko-uherské fronty na Pasubiu a je oddělen sedlem o výšce asi 30 m od sousední Österreichische Platte. Zvláštní proslulosti dosáhla Italienische Platte díky minové válce, která se zde vedla v letech 1917-1918 a která výrazně změnila vzhled hory. V roce 1922 byla deska vyhlášena národní památkou, tzv. posvátnou zónou.

## Poloha
Italienische Platte tvoří severní pokračování hřebene Cima Palon, 2232 m n. m., a je od něj vzdálena necelých 200 m vzdušnou čarou. Sedlo Damaggo (it. Selletta Damaggio) ve výšce 2175 m odděluje Italienische Platte od Cima Palon. Na západě se nachází Alpe di Cosmagnon a na východě Sette Croci, dvě větší propadliny v masivu Pasubio. Celá plošina, stejně jako sousední Österreichische Platte (ita. Dente Austriaco) o výšce 2203 m n. m. na severu, nese četné stopy po bojích první světové války, jako jsou zákopy, krátery po střelách, pozůstatky postavení a vstupy do tunelů. Válkou vypleněná plošina a její bezprostřední okolí připomínají kamennou poušť, v níž se vegetace i po sto letech znovu uchytila jen místy. Zvláště nápadné je suťové pole na severním cípu plošiny, které vzniklo při posledním výbuchu miny 13. března 1918. Italská plošina je od rakouské oddělena sedlem širokým asi 30 m, tzv. oslím hřbetem, který za války tvořil území nikoho mezi oběma frontovými liniemi. Na okraji suťového pole směrem k italské plošině jsou na Eselsrückenu vidět zbytky minového kráteru po italském výbuchu z 1. října 1917.

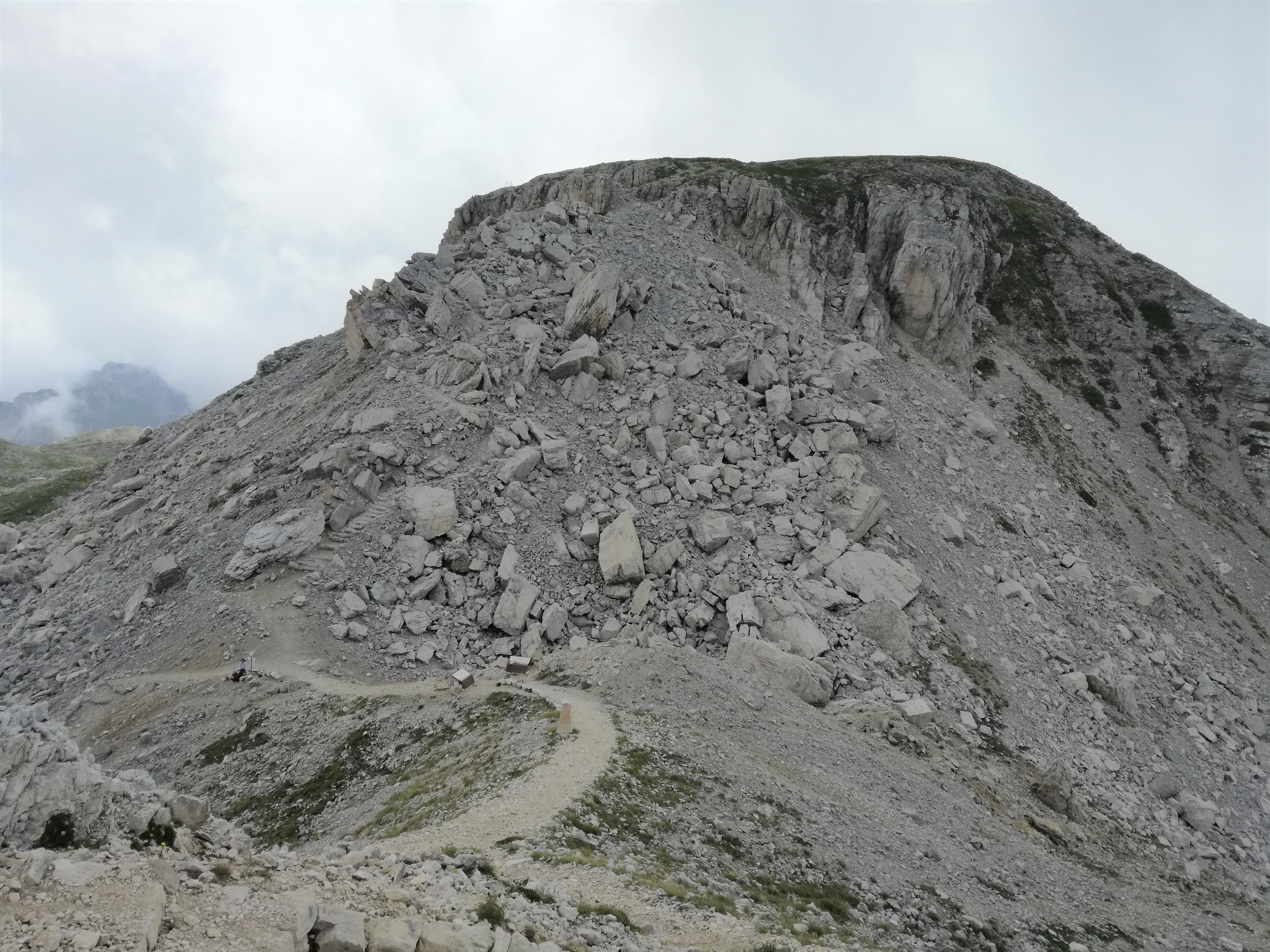
Oslí hřbet a Italienische Platte od österreichischen Platte
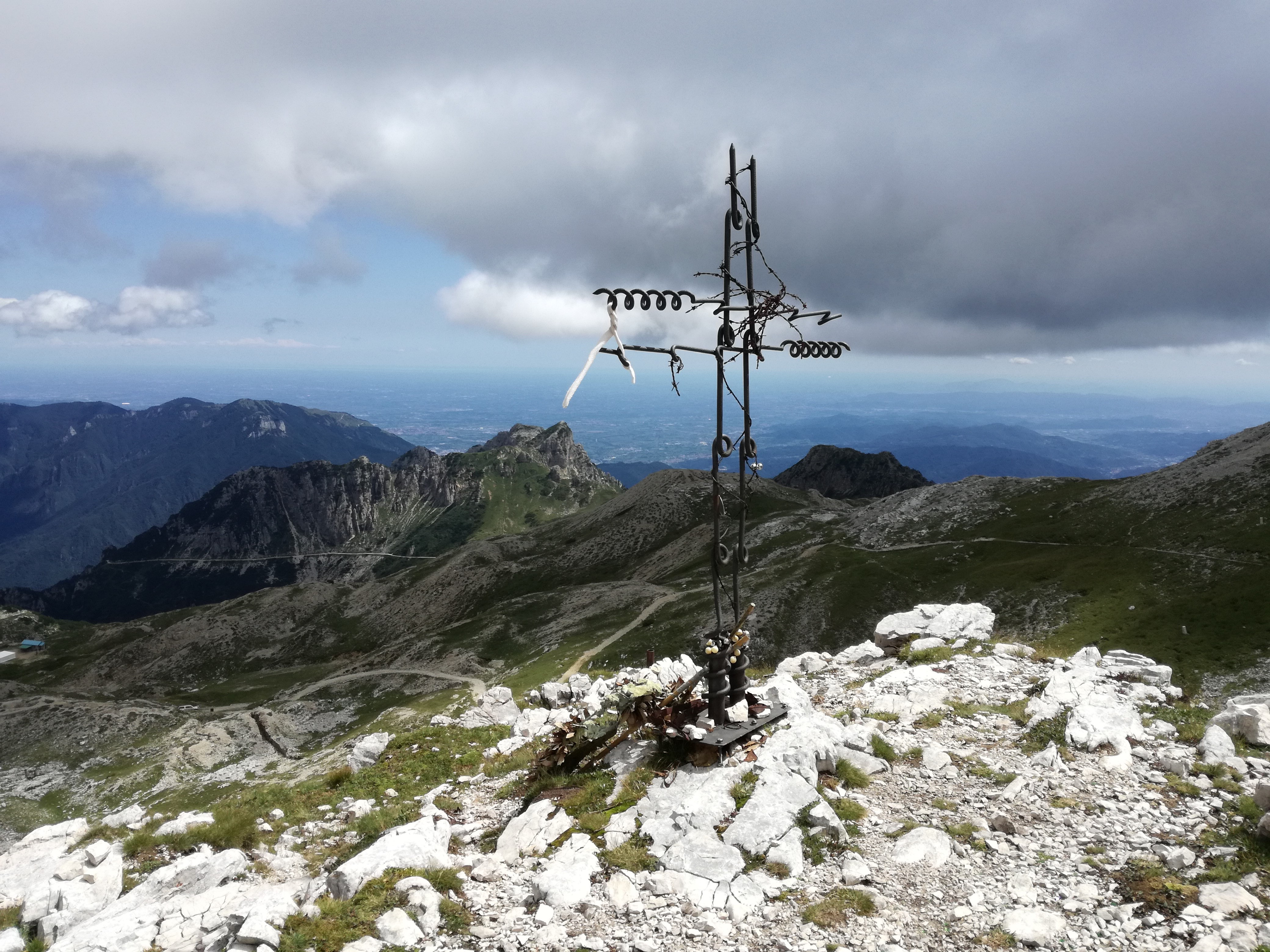
Vrcholový kříž, v pozadí severoitalská nížina, cíl rakousko-uherské ofenzívy na jaře 1916.
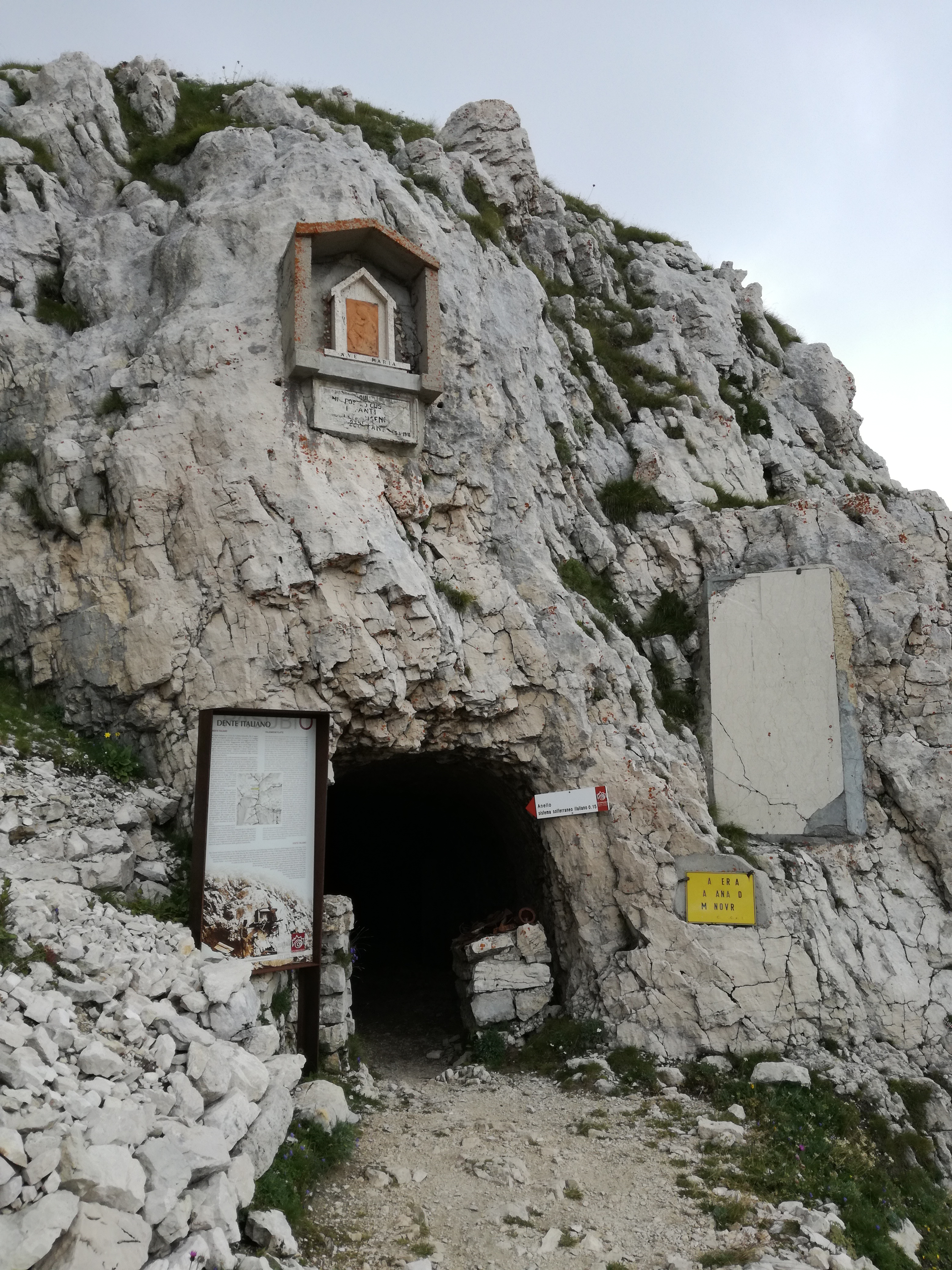
Východní vchod do horního italského tunelového systému
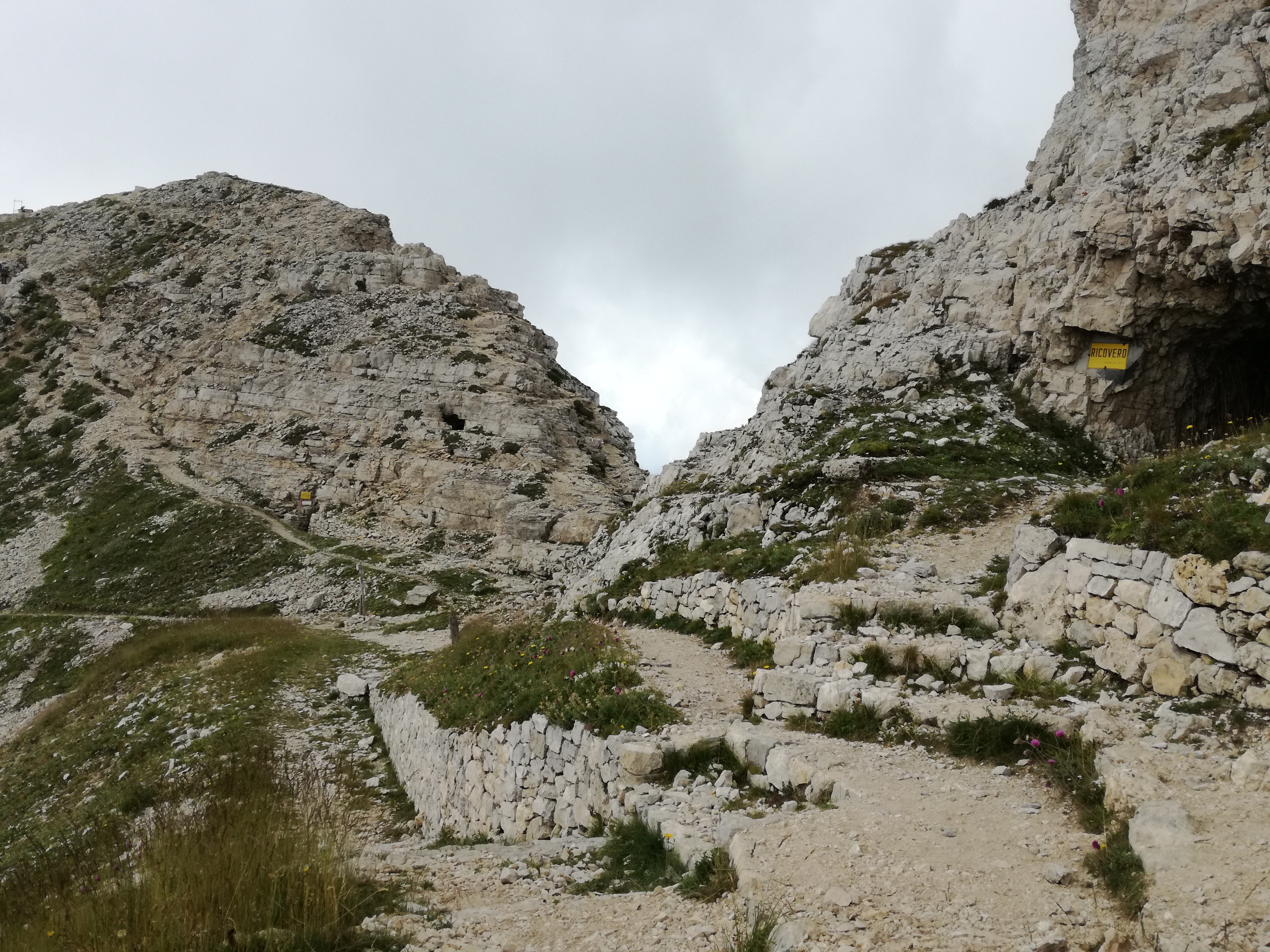
"Selletta Damaggio" mezi Cima Palon (vlevo) a Italienische Platte (vpravo) se západním vstupem do horního systému tunelů.

## Historie
Bezprostředně po vstupu Itálie do války 24. května 1915 obsadila vrcholovou oblast Pasubio rota Alpského praporu Vicenza, aniž by se setkala s jakýmkoli odporem, protože rakousko-uherské jednotky se stáhly na snadněji hájitelné pozice. Až do jara 1916 byla tato oblast daleko za frontovou linií probíhající dále na západ u městečka Rovereto. Teprve po zahájení rakousko-uherské jarní ofenzívy v roce 1916 se vrcholová oblast Pasubio stala frontovou oblastí. Do 20. května 1916 se předvoji 10. císařské a královské horské brigády podařilo postoupit do vzdálenosti několika set metrů od hlavního vrcholu Cima Palon na kótě 2203, následně označované jako Österreichische Platte. 1. května 1916 se však nepodařilo obsadit Cima Palon, protože ta, stejně jako dosud bezejmenná italská náhorní plošina severozápadně od ní, byla den předtím obsazena narychlo přivezenými italskými jednotkami pěší brigády Volturno, která patřila k 1. armádě. Navzdory intenzivní dělostřelecké přípravě muselo být několik následných rakousko-uherských pokusů o útok na plošinu zastaveno kvůli italskému odporu a kvůli obtížnému terénu, který navíc komplikoval starý sníh. Od tohoto okamžiku tvořila Italienische Platte předsunutou italskou frontovou linii na Pasubiu až do konce války.
Obsazení vrcholového hřebene Pasubia zůstalo prioritním cílem rakousko-uherské armády i po ukončení jarní ofenzivy. Nejprve selhala italská protiofenzíva vedená jednotkami 44. pěší divize pod velením generála Andrey Grazianiho, která se pokoušela znovu ovládnout terén ztracený v květnu. Poté, 2. července 1916, byla 10. k.u.k. Horská brigáda pod vedením brigádního plukovníka Karla Korzera, podporovaná 1. tyrolským císařským plukem, která po intenzivní dělostřelecké přípravě zahájila velký útok na Italienische Platte a sousední úseky Sette Croci a Alpe di Cosmagnon. V obraně proti útoku, který byl sice úspěšný, ale vyžádal si mnoho obětí, se vyznamenal poručík Salvatore Damaggio, který s několika podřízenými a dvěma zbývajícími kulomety dokázal odrazit poslední pokus o útok ze sedla mezi Cima Palon a Italienische Platte, jež bylo později pojmenováno po něm.
O několik dní později převzal úsek generál Achille Papa a Ligurijská brigáda, která Italienische Platte opevňovala od konce jara 1917. V této době byl vybudován horní tunelový systém, systém tunelů ve tvaru prstence na jižní straně desky, v němž byly umístěny sklady munice a přídělů, formovací náměstí a velitelská stanoviště a který měl četné střílny. Hlavní tunel o délce 110 m byl široký asi 2,50 m a vysoký 2,20 m. Tato podzemní pevnost byla vyzbrojena pěti kulomety, dvěma děly a plamenometem. Mohla pojmout až 500 mužů s potřebnými zásobami potravin a munice.
Na podzim roku 1917 byl tento horní tunelový systém napojen na 190 m dlouhý tunel Papa, který mezitím klesal od Cima Palon k Selletta Damaggio. Tento nový tunel, dlouhý asi 140 m, byl pojmenován tunel Ferrario podle velitele 55. divize generála Carla Ferraria. Kromě napojení na systém tunelů na italské desce měl dva boční východy, kterými se mohly jednotky přesouvat do přilehlých sektorů přes Ghersiho zákop, pojmenovaný po veliteli V. sboru generálu Giovannim Ghersim.

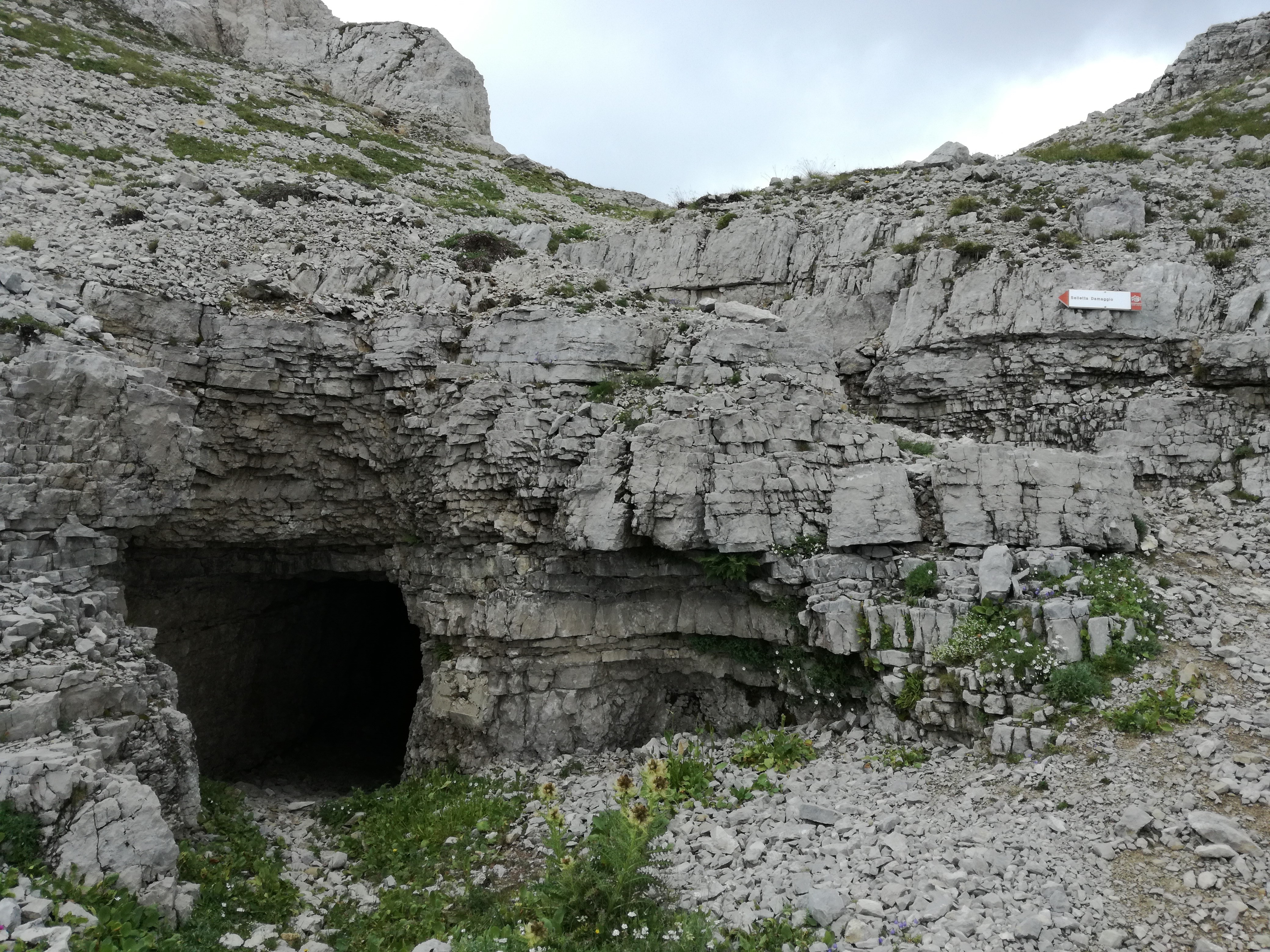
Západní výstup ze štoly Ferrario pod sedlem Damaggio
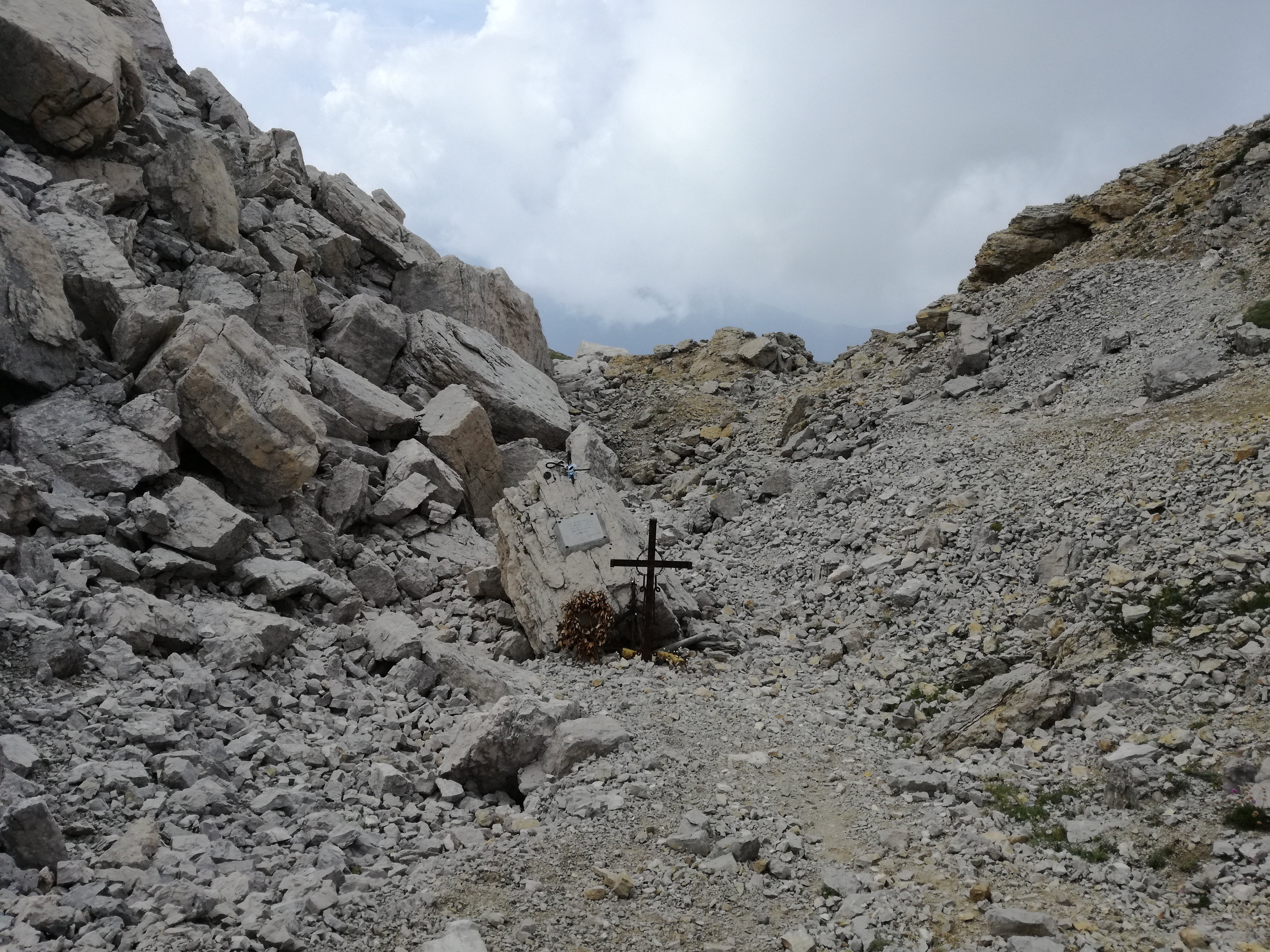
Zbytky kráteru po italském výbuchu z 1. října 1917 částečně zasypané troskami miny odpálené 13. března 1918.
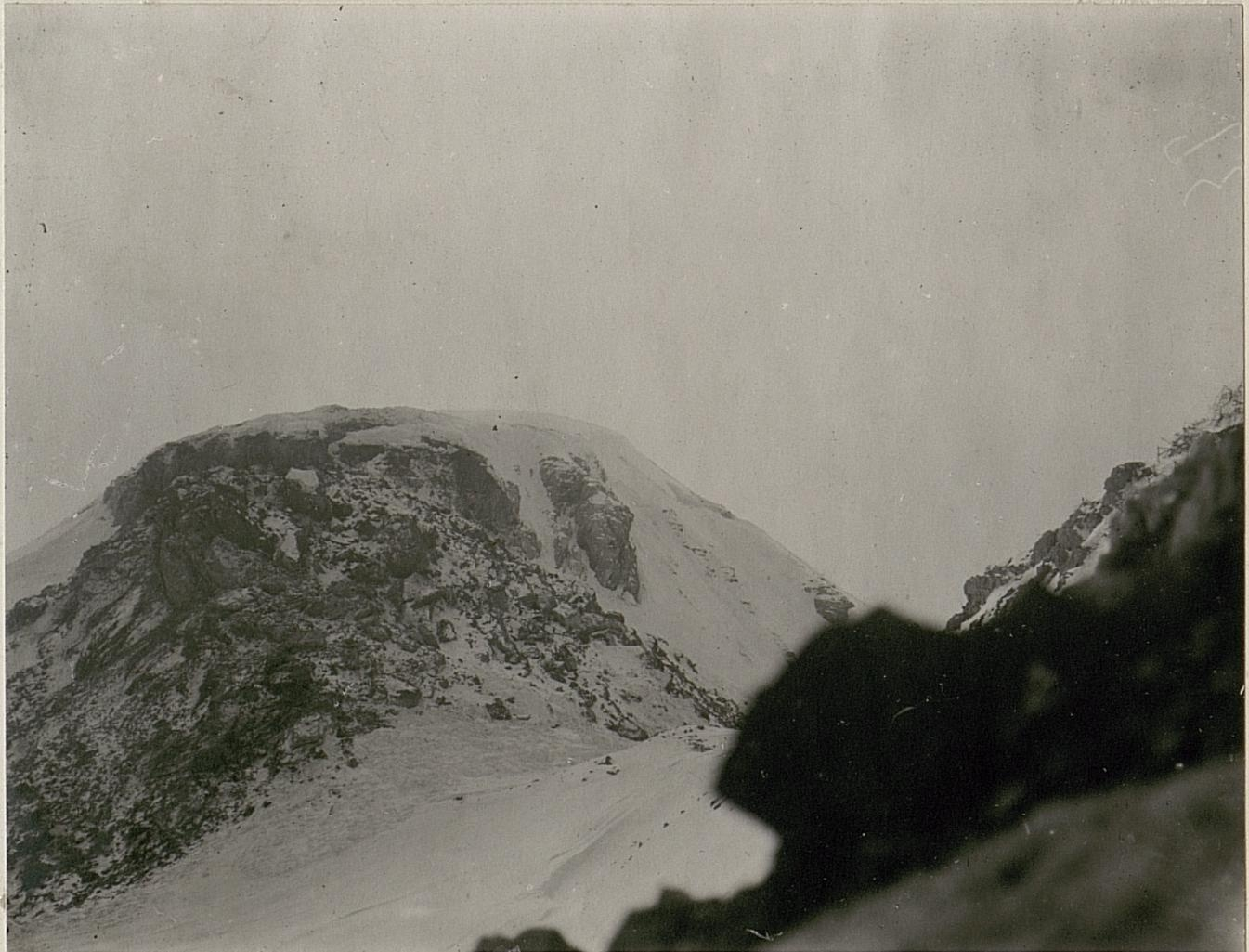
Historická fotografie - pohled z Österreichische Platte na Italienische Platte po výbuchu 13. března 1918
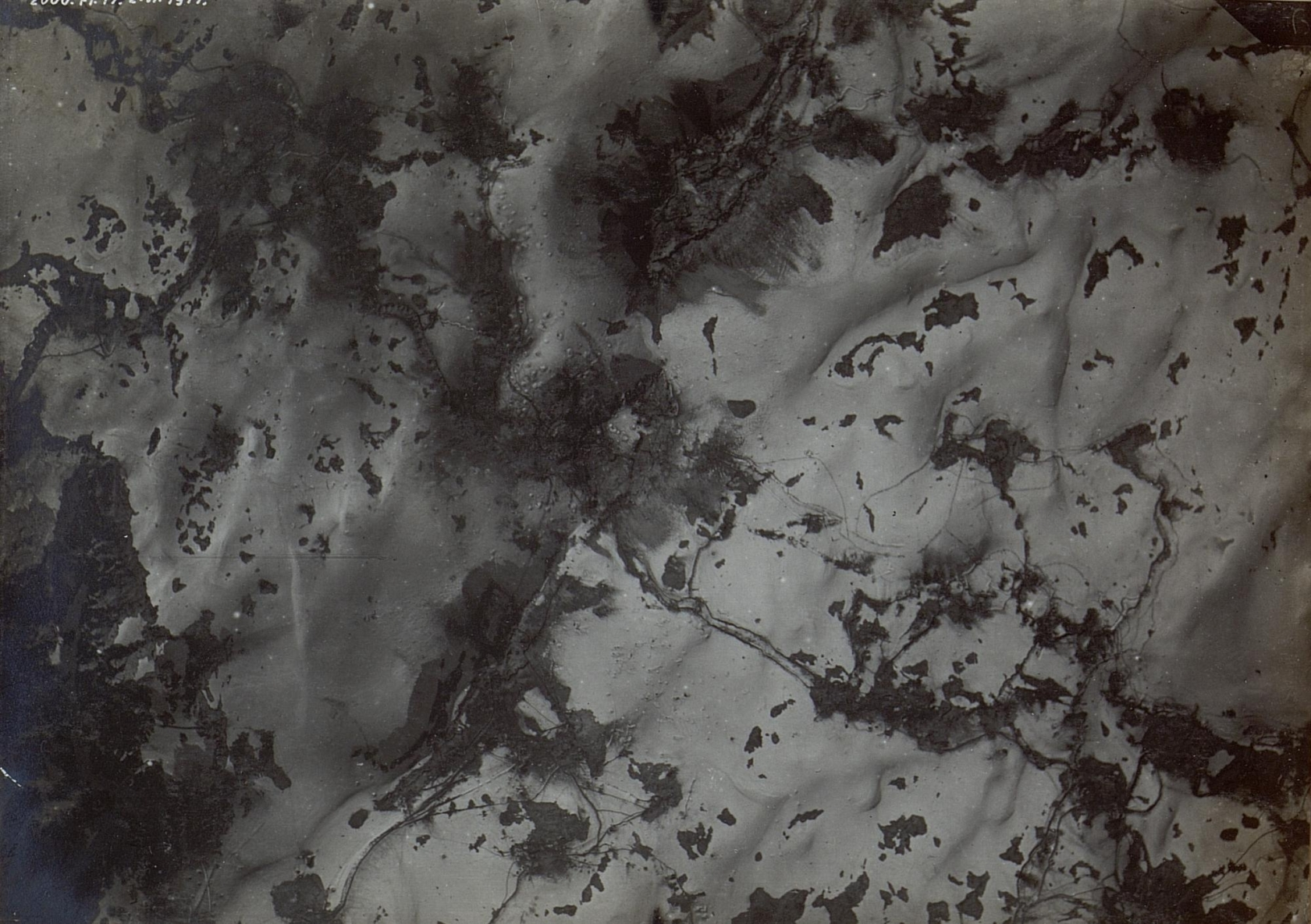
k.u.k. Letecký snímek ze zimy 1917/18. Uprostřed snímku Österreichische Platte pod Eselsrückenem, Italienische Platte před výbuchem 13. března 1918 a Cima Palon.

## Minová válka
V létě 1917 byl v severní části Italienische Platte vybudován spodní systém tunelů poté, co byly získány konkrétní informace o budovaném rakousko-uherském důlním díle. Ten byl rakousko-uherským velitelem úseku plukovníkem Ellisonem na Pasubiu uveden do provozu již koncem října 1916 a od prosince byl urychleně rozšiřován v důsledku obav z italského minového útoku. Italové zase v říjnu 1916 chovali obavy z výstavby nepřátelského minového tunelu ve směru na Italienische Platte, ale po vyhodnocení všech dostupných informací považovali stavbu za neohrožující. Ani po zintenzivnění odposlechové služby v březnu 1917 nic nenasvědčovalo tomu, že by nepřítel podminovával Italienische Platte. V té době již Ellisonova štola dosáhla podle Schemfila délky 117 m. Teprve v červenci, kdy nepřítel po skončení zimy zintenzivnil své štolové práce, se definitivně přesvědčili o existenci rakousko-uherské štoly a zahájili obranná opatření. Kvůli tomuto váhání a z toho plynoucímu zaostávání ve štolách, které se přes intenzivní snahu nedařilo dohnat, se Italové museli soustředit hlavně na obranu proti pokusům nepřítele o podminování a sami již nebyli schopni podnikat ofenzivní akce proti Österreichische Platte. Vzhledem k tomu, že italské tunely byly raženy v blízkosti vlastní desky, nebylo možné v obranném boji použít velké množství výbušnin, aniž by byly ohroženy vlastní pozice. V následné minové válce se negativně projevila i skutečnost, že italské štoly byly umístěny nad Ellisonovou štolou.
V reakci na rakousko-uherský útočný tunel vybudovali Italové důlní tunely Napoli, Treviso, Belluno a Reggio, pojmenované podle domovských provincií vojáků, které směřovaly ze západu a východu směrem k Oslímu hřbetu. Postupem času byly tyto důlní chodby napojeny na horní tunelový systém, který se teprve budoval. Z důlních chodeb se odvíjely krátké přístupové tunely k důlním komorám, které byly budovány v předpokládaném směru nepřátelského tunelového díla.
Dne 29. září 1917, krátce po půlnoci, začala minová válka v Pasubiu výbuchem rakousko-uherské miny. Po tomto prvním výbuchu následovalo do března 1918 dalších devět výbuchů min. Každá strana odpálila celkem pět min, které zabily něco přes 140 vojáků. Poslední výbuch 13. března 1918 strhl severní část italské desky a štoly pod ní, čímž minová bitva na obou stranách skončila. Výbuchy plynu pokračovaly ještě několik hodin po výbuchu, k němuž došlo v půl páté ráno, a rozšířily se i na Österreichische Platte, kde rovněž zabily několik rakousko-uherských vojáků. Skutečnost, že výbuch měl za následek relativně málo obětí vzhledem k 50 tunám použitých výbušnin a výsledným škodám, byla způsobena tím, že Italové připravili na stejný den minový výbuch a již předtím vyčistili většinu svého tunelového systému. 50 tunami odpálených výbušnin se jednalo o největší minový výbuch na italské frontě během první světové války.

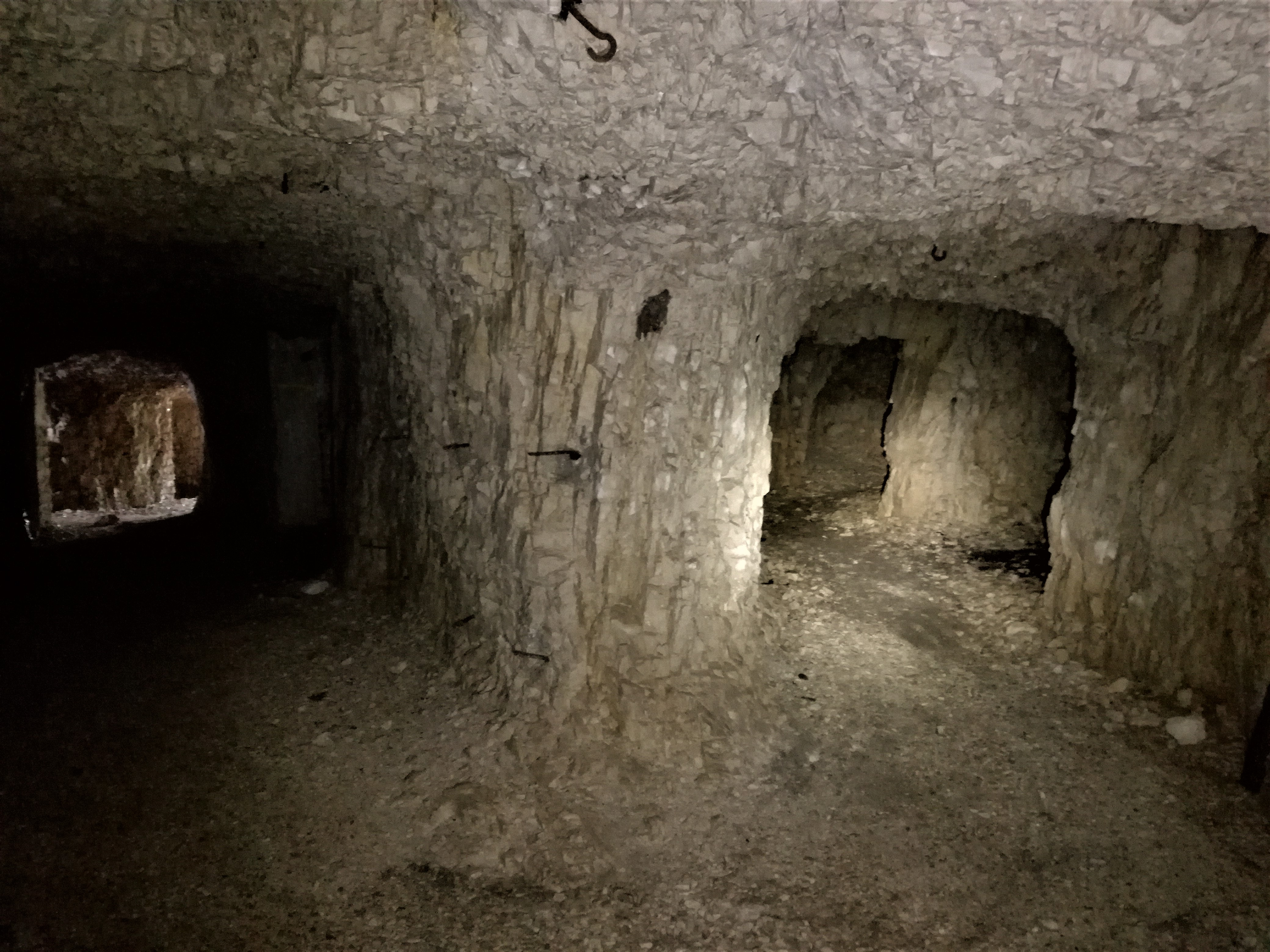
Horní štoly
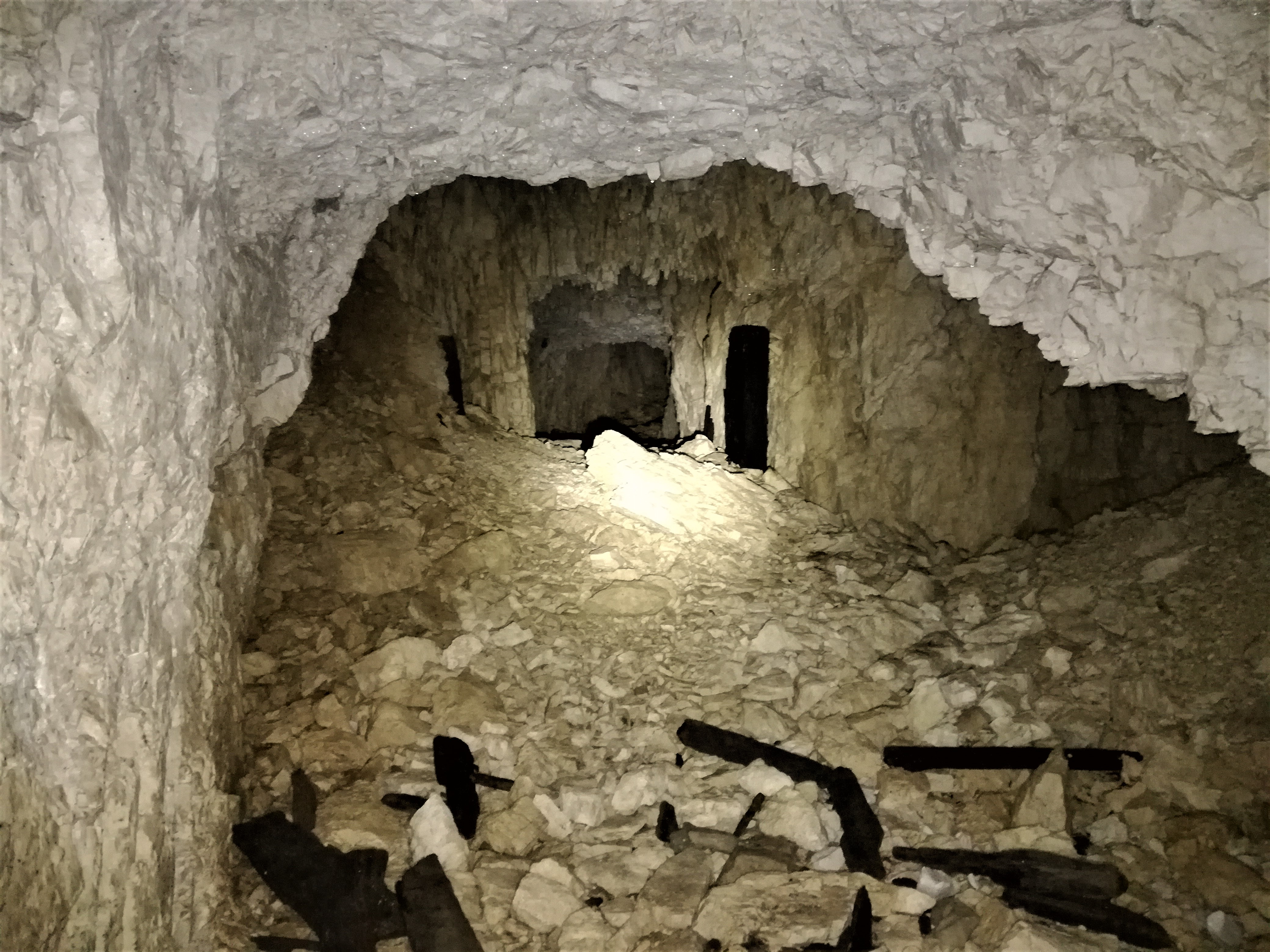
Horní štoly
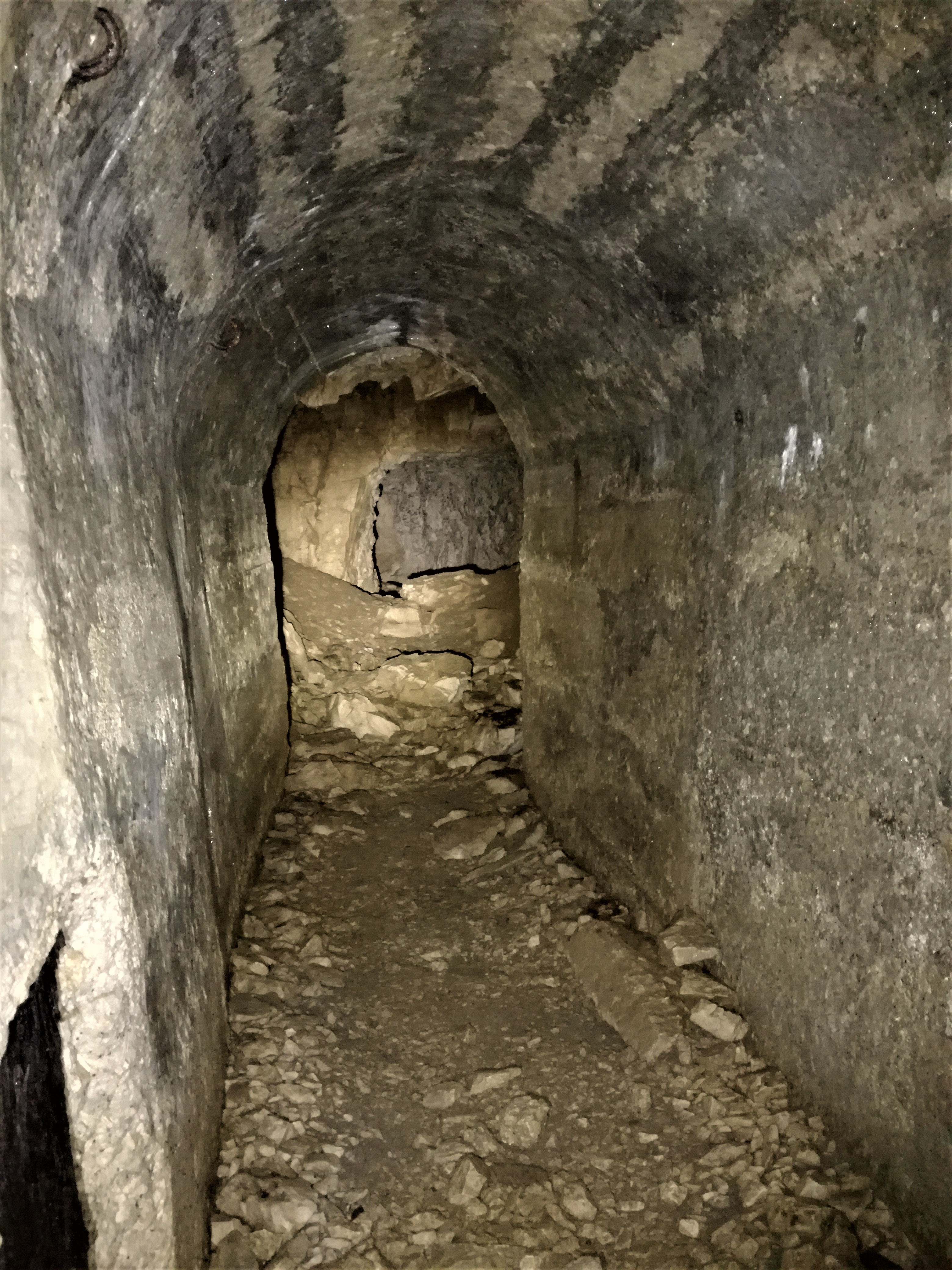
vybetonovaná štola
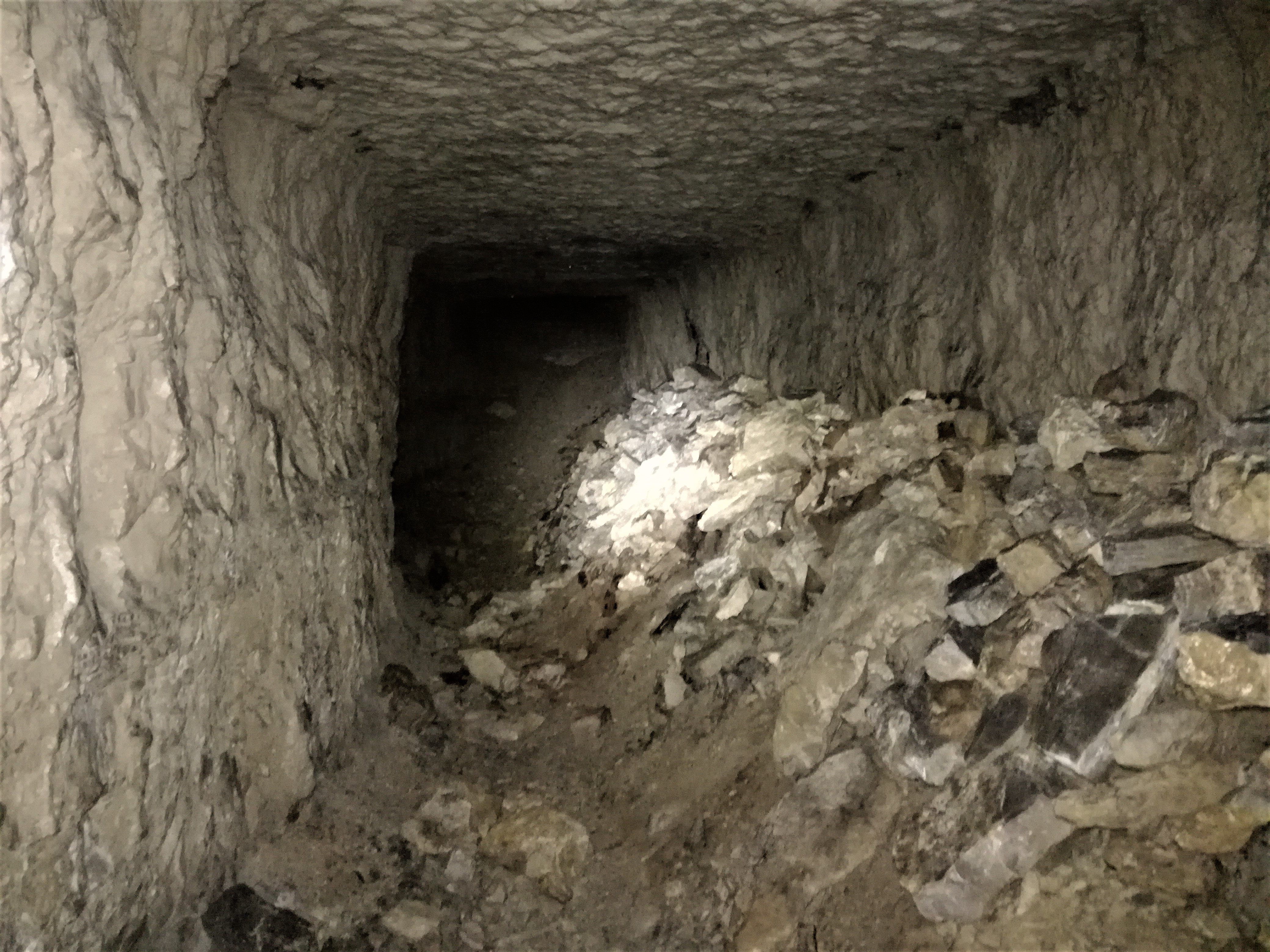
Nahromaděný materiál v Zerostollenu

## Možnosti přístupu
Na Italienische Platte se dostanete za necelou hodinu z Rifugio Achille Papa po stezce Tricolore (stezka č. 105), která se v tomto úseku shoduje s trasou evropské dálkové stezky E5 a Friedensweg (Dolomity). Z Rifugio Vincenzo Lancia to trvá přibližně 2,5 hodiny. V mlze může být orientace občas obtížná, protože z hlavní stezky odbočují četné neznačené bývalé válečné stezky.
Stezka vede také přes pole trosek po velkém výbuchu z 13. března 1918. Několik vícejazyčných informačních tabulí upozorňuje na nejvýznamnější události válečné historie, které se zde odehrály.
S baterkami lze navštívit některé z bývalých štol, například štolu Ferrario nebo části horního systému štol. Navštívit lze také galerii Papa, která spojuje Cima Palon se sedlem Damaggio.